# Минск-Северный (станция)
Минск-Се́верный (бел. Мінск-Паўночны) — железнодорожная станция Минского отделения Белорусской железной дороги на линии Минск-Пассажирский — Молодечно, соединённая железнодорожными путями со станциями Минск-Сортировочный и Минск-Пассажирский. Расположена в городе Минске, на пересечении Кальварийской и Домашевской улиц.

## История
Строительство станции началось после окончания Великой Отечественной войны, открытие и введение в эксплуатацию состоялось в 1947 году. До начала строительства станции на её территории существовал разъезд «499 км», который был открыт 14 января 1873 года вместе с пусковым участком Вильня — Минск Либаво-Роменской железной дороги.
Изначально, станция строилась и функционировала как грузовая, для обслуживания пассажиров пригородных поездов в начале 1960-х годов на северной окраине станции был открыт остановочный пункт Радиаторный. В 1963 году железнодорожная станция была электрифицирована переменным током (~25 кВ) в составе участка Минск — Олехновичи, который стал первым электрифицированным участком Белорусской железной дороги.
В 2009 году Белорусская железная дорога совместно с Минским городским и областным исполнительными комитетами разработала и утвердила совместный план действий по организации в Минске внутригородских перевозок пассажиров железнодорожным транспортом. Согласно этому плану в 2010—2011 годах проводилась реконструкция станции, в ходе которой станция стала в том числе и пассажирской, был организован пересадочный узел с городскими видами пассажирского транспорта. С 5 ноября 2011 года станция открыта для пассажиров, одновременно с этим прекратил свою деятельность остановочный пункт Радиаторный. На новой станции были возведены две платформы для остановки пригородных поездов и поездов городских линий. Выход на платформы осуществляется через подземный переход, связующий в единый комплекс «Минск-Северный» со станцией метро «Молодёжная». В 2013 году было завершено строительство третьего железнодорожного электрифицированного пути до станции Ждановичи.

## Инфраструктура

### Путевое хозяйство
Минск-Северный является крупной грузовой станцией множеством путей и железнодорожных ответвлений. Самое продолжительное ответвление имеет длину в 4 километрах и ведёт к обширной промзоне между проспектом Жукова — улицей Гурского и улицей Пономаренко — 2-м Прилукским переулком. В этой промзоне расположены подъездные пути к Минский домостроительному комбинату, Минскому заводу строительных материалов, заводу КПД № 1 ОАО «МАПИД» и другим. Другие множественные ответвления расположены в северной части станции и обслуживают Опытный завод металлоконструкций, Минский завод отопительного оборудования, Минскому заводу холодильников «Атлант», ОАО «Минбакалеяторг», УП «Механизированная уборка города», РУП «Минскэнерго», Минский лакокрасочный завод и другие.
При станции действует с 1964 года одноимённое моторвагонное депо (ТЧ-9).

### Грузовые операции
На станции осуществляются приём и выдача повагонных отправок грузов, допускаемых к хранению на открытых площадках (§ 1) и на подъездных путях и местах необщего пользования (§ 3). Для обслуживания грузов имеется погрузочно-выгрузочный путь № 16 с площадкой с возможностью подъезда автотранспорта, полезной длиной 155 метров.

### Обслуживание пассажиров
Для обслуживания пассажиров на станции имеются две островные платформы прямой формы, длиной по 220 метров каждая. Над платформами, для защиты пассажиров от осадков имеются широкие навесы. Сообщение между платформами и выход в город осуществляется посредством подземного пешеходного перехода, оборудованном подъёмником, для людей с ограниченными возможностями. Билетные кассы № 1 (работает круглосуточно) и № 2 (работает с 6 до 19 часов) расположены в подземном переходе.

## Пассажирское сообщение
На платформах станции останавливаются электропоезда региональных линий экономкласса (они же пригородные электрички), следующие до станций Молодечно (9 пар электропоездов в сутки) и Гудогай (6 пар в сутки); а также электропоезда городских линий, которые следуют до станции Беларусь, расположенной в Заславле (всего 18 пар электропоездов в сутки). Время в пути до Гудогая составляет 3 часа 5 минут, до Молодечно — 1 час 40 минут, до станции Минск-Пассажирский — 5 минут.
Посредством подземного перехода осуществляется пересадка на станцию метро  Молодёжная. На выходах со станции расположена автобусная остановка «ст.м. Молодёжная», с которой отправляются городские автобусы 163 маршрута, следующие от улицы Воронянского в микрорайон Сухарево. Восточнее от станции расположена остановка общественного транспорта «Кальварийская» от которой отправляются 40 автобус по маршруту улица Ландера — Кунцевщина и 78 (Бобруйская улица — Каменная Горка); троллейбусы 4, 7, 9, 13 и 44 маршрутов, следующие в микрорайоны Кунцевщина, Сухарево, Запад, к железнодорожному вокзалу, улицам Городской Вал и Бобруйской.